# Jeff Briggs
Dr. Jeffery L. Briggs (nascido em 10 de março de 1957 em Florence, Alabama) é um dos fundadores (e atualmente CEO) da Firaxis Games, um desenvolvedor de jogos de computador de Hunt Valley, Maryland, Estados Unidos. Ele foi um funcionário da MicroProse mas saiu da empresa em 1996 junto com Sid Meier e Brian Reynolds para fundar a Firaxis Games.